# Гуськова, Татьяна Константиновна
Татья́на Константи́новна Гусько́ва (17 сентября 1926, Нижний Тагил, Уральская область — 6 сентября 2016) — советский и российский историк, доктор исторических наук, профессор Нижнетагильского государственного педагогического института. За успехи в научной и педагогической деятельности, большую работу по популяризации историко-краеведческого наследия родного края награждена многочисленными почетными грамотами, ей присвоены звания «Отличник народного просвещения РСФСР», «Почётный работник высшего профессионального образования Российской Федерации», «Почетный гражданин города Нижний Тагил» (1997). За изучение демидовского наследия удостоена почетного знака Международного Демидовского фонда и медали им. Н. К. Чупина «За вклад в изучение истории Урала».

## Биография
Родилась 17 сентября 1926 года в Нижнем Тагиле. Отец — Константин Васильевич Гуськов (1892—1979) — потомственный медик, служивший зауряд-врачом во время Первой мировой войны и бывший начальником санитарного поезда во время Второй мировой, заслуженный врач РСФСР и член репертуарного совета Нижнетагильского драматического театра; мать — Зоя Васильевна (1895—1977) — пианистка, потомок известного уральского предпринимательского рода Злоказовых. Старшая сестра Ангелина Константиновна Гуськова (1925—2015) — всемирно известный ученый, основоположник радиационной медицины, личный врач И. В. Курчатова, спасшая жизни многих чернобыльцев и участников других радиационных катастроф.
В 1946 году окончила Нижнетагильский учительский институт, в 1951-м — с отличием Уральский государственный университет, в 1956—1960 годах — заочное отделение аспирантуры Государственного исторического музея. В 1965 году под руководством Б. Б. Кафенгауза в Институте истории АН СССР успешно защитила диссертацию на соискание ученой степени кандидата исторических наук «Рабочие Урала в пореформенный период (по материалам Нижнетагильского горнозаводского округа в 1860—1890-х гг. XIX в.)», а в 1996 г. — на соискание ученой степени доктора исторических наук «Заводское хозяйство Демидовых в первой половине XIX в.».
Работала учителем истории (1951—1955), в Нижнетагильском краеведческом музее научным сотрудником и заместителя директора по научной части (1956—1969). В 1969—2010 годах трудилась в Нижнетагильском государственном педагогическом институте: старшим преподавателем (1969—1972), доцентом кафедры философии и научного коммунизма (1972—1978), доцентом кафедры истории СССР (1978—1989), доцентом и профессором кафедры отечественной истории (1989—2010) исторического факультета. Разработала и преподавала дисциплины, объединяющие её научные интересы и опыт музейной работы: «История России с древнейших времен до начала XX века», «История Урала», «Источниковедение», «Историческое краеведение», «Методика исследовательской работы».
Умерла на 90-м году жизни в Нижнем Тагиле. Похоронена на Центральном кладбище Нижнего Тагила.

## Общественная деятельность
Т. К. Гуськова вела большую научную и общественную работу по пропаганде краеведческих знаний. Она являлась председателем Совета краеведения города, заместителем председателя городского отделения Всероссийского общества охраны памятников истории и культуры, лектором городского общества «Знание», членом общества «Мемориал». Участвовала в создании нескольких книг по истории Нижнего Тагила, являлась научным консультантом и соавтором экспозиции Нижнетагильского музея-заповедника «Горнозаводской Урал», музея Демидовской больницы, музея Д. Н. Мамина-Сибиряка в Висиме, нескольких школьных музеев, музея Нижнетагильской государственной социально-педагогической академии. Татьяна Константиновна была организатором проведения ежегодных «Дней Д. Н. Мамина-Сибиряка», городских и школьных краеведческих конференций, ежегодных Малых Демидовских чтений в Демидовском колледже. В Нижнем Тагиле Т. К. Гуськова не раз выступала инициатором, организатором и спонсором начинаний и проектов, связанных с историей города. Так, по её инициативе, при её участии и на её средства был издан сборник рассказов воспоминаний И. А. Орлова «Старый Тагил глазами краеведа. Воспоминания» (Нижний Тагил: Репринт, 2011. 372 с.: ил.), являющийся бесценным источником знаний о повседневной жизни тагильчан во второй половине XIX — начале XX века.

## Направления научной работы
Область научных интересов: история горнозаводской промышленности Урала в XVIII — начале XX века, история рабочих и горнозаводского населения Урала, история Нижнего Тагила и других населенных пунктов Тагильского края (термин предложен Т. К. Гуськовой) до 1917 года. Предметом исследования были также особенности процессов урбанизации и формирования социумов в условиях горнозаводского Урала. Источниковедческие исследования основывались на материалах заводских архивов, были направлены на выявление информативной ценности горнозаводской статистики. Внесла вклад в изучение «Демидовской темы». Поддерживала организационно-научные связи с Международным Демидовским фондом, участвовала во всех научных конференциях и ассамблеях, проводимых Фондом в 1995—2007 годах. Важной вехой на научном пути стало участие в 1969 году вместе с её университетским наставником В. В. Адамовым в нашумевшей Всесоюзной научной сессии в Свердловске, посвященной проблемам многоукладности российской экономики периода империализма. После этого долгие годы за Татьяной Константиновной тянулся шлейф принадлежности к «диссидентскому» «новому направлению» в советской исторической науке, негативно влиявший на её научную и преподавательскую карьеру.
До последних дней работала, несмотря на полную потерю зрения, над давно задуманной книгой о Тагильском крае. «Обладая феноменальной памятью и острым аналитическим складом ума, Татьяна Константиновна продумывала и хранила в памяти всё то, что под её диктовку в течение долгого времени записывала её воспитанница и близкий друг О. М. Иванова. <…> Окончательную редактуру книги, сохранив стиль и терминологию автора, выполнил Е. Г. Неклюдов, ученик, соратник и друг Татьяны Константиновны». Книга была опубликована через год после смерти Т. К. Гуськовой.

## Основные публикации
Автор более 50 научных трудов:
- Материалы заводских архивов как источник изучения формирования пролетариата в горнозаводской промышленности Урала // Рабочий класс и рабочее движение в России (1861—1917) : сб. ст. / [редкол.: Л. М. Иванов (отв. ред.) и др.] ; Акад. наук СССР, Ин-т истории. Москва : Наука, 1966. С. 358—376.
- Облик рабочих Урала // Российский пролетариат: облик, борьба, гегемония / [отв. редкол.: Л. М. Иванов (отв. ред.) и др.]. Москва : Наука, 1970. С. 290—316.
- Эволюция горнозаводского хозяйства Урала во второй половине ХIХ — начале XX в. (по материалам Нижне-Тагильского округа) // Вопросы истории капиталистической России (проблема многоукладности) : [сб. ст.] / [ред. коллегия: В. В. Адамов (отв. ред.) и др.]; [предисл. В. В. Адамова] ; МВ и ССО РСФСР, Уральск. гос. ун-т им. А. М. Горького, Ин-т истории СССР АН СССР. Науч. совет по комплексной проблеме «История Великой Октябрьской Соц. революции». Свердловск, 1972. С. 257—267.
- Горнозаводская статистика как источник для изучения численности и состава рабочих Урала в период капитализма // Рабочий класс России в период буржуазно-демократической революции : сб. ст. / АН СССР, Ин-т истории СССР ; [редкол.: Тютюкин С. В. (отв. ред.)]. Москва : Ин-т истории СССР, 1978. С. 132—152.
- В. В. Адамов как историк Урала периода империализма / Т. К. Гуськова, Л. В. Ольховая // Летописцы родного края : (очерки об исследователях истории Урала) / [редкол.: О. А. Васьковский (отв. ред.) и др.]. Свердловск : Изд-во Урал. ун-та, 1990. С. 84—95.
- О некоторых особенностях демографических процессов на Урале в эпоху феодализма (по материалам Нижне-Тагильского горнозаводского округа конца XVIII—I пол. XIX в.) // Демографические процессы на Урале в эпоху феодализма : сб. науч. тр. / АН СССР, Урал. отд-ние; [отв. ред. А. С. Черкасова]. Свердловск : [УрО АН СССР], 1990. С. 108—122.
- Индустриализация по-уральски // Три столетия уральской металлургии. Развитие металлургического производства на Урале : сб. докл. и сообщ. ист.-экон. секции Международного конгресса, посвященного 300-летию металлургии Урала и России. Екатеринбург : Академкнига, 2001. С. 94—104.
- Заводское хозяйство Демидовых в первой половине XIX века / Т. К. Гуськова ; Независимый ин-т истории материальной культуры, Нижнетагильский музей-заповедник горнозаводского дела Среднего Урала. [Челябинск : Челябинский дом печати, 1995]. 233 с. : ил., табл., портр., схемы ; 21 см. ISBN 5-87184-064-7.
- Формирование новой социальной среды на горнозаводском Урале в XVIII—I пол. XIX в. и роли в этом процессе Демидовых // Альманах Международного Демидовского фонда. Москва, 2001. С. 173—174.
- Д. Н. Мамин-Сибиряк и Тагильский край / Т. К. Гуськова ; М-во образования РФ, Нижнетагил. гос. социал.-пед. акад. Нижний Тагил : [б. и.], 2003. 69 с. : ил. ; 20 см.
- Нижнетагильский горнозаводский округ Демидовых во втором составе XIX — начале XX в. Заводы. Рабочие: монография / Т. К. Гуськова ; М-во образования и науки Рос. Федерации, Федер. агентство по образованию, Нижнетагил. гос. соц.-пед. акад. Нижний Тагил : Нижнетагильская государственная социально-педагогическая академия, 2007. 292 с. : ил. ; 25 см. ISBN 978-5-8299-0101-1.
- История Тагильского края (XVIII — начало XX века). / Т. К. Гуськова. Нижний Тагил : Восток, 2017. 76, [2] с. : ил., портр., факс. ; 20 см. ISBN 978-5-604-05411-6.